# Моргенштерн (оружие)

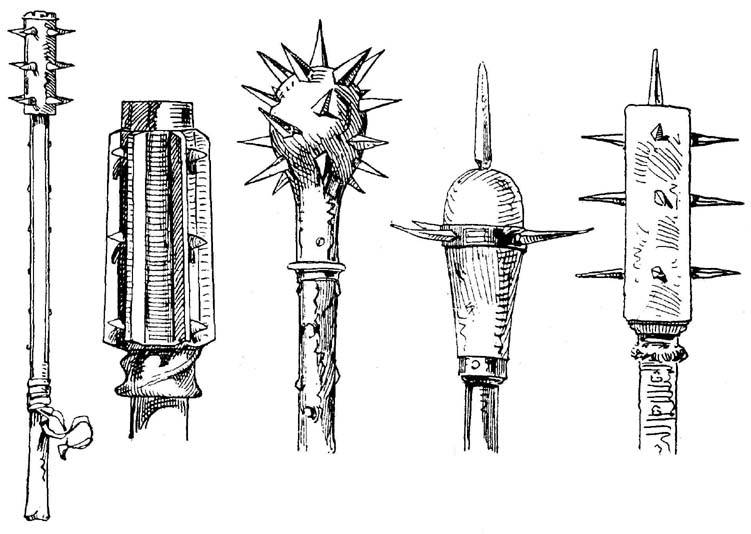
Моргенштерн (в центре). Из «Энциклопедии оружия» Венделина Бёхайма (1890)

Моргенште́рн (нем. Morgenstern, дословно — «утренняя звезда») — холодное оружие ударно-дробящего действия в виде металлического шара, снабжённого шипами. Использовался в качестве навершия булав, палиц или кистеней/гасил. Такое навершие сильно увеличивало вес оружия — сам моргенштерн весил более 1,2 кг, что оказывало сильное моральное воздействие на противника, устрашая его своим видом.

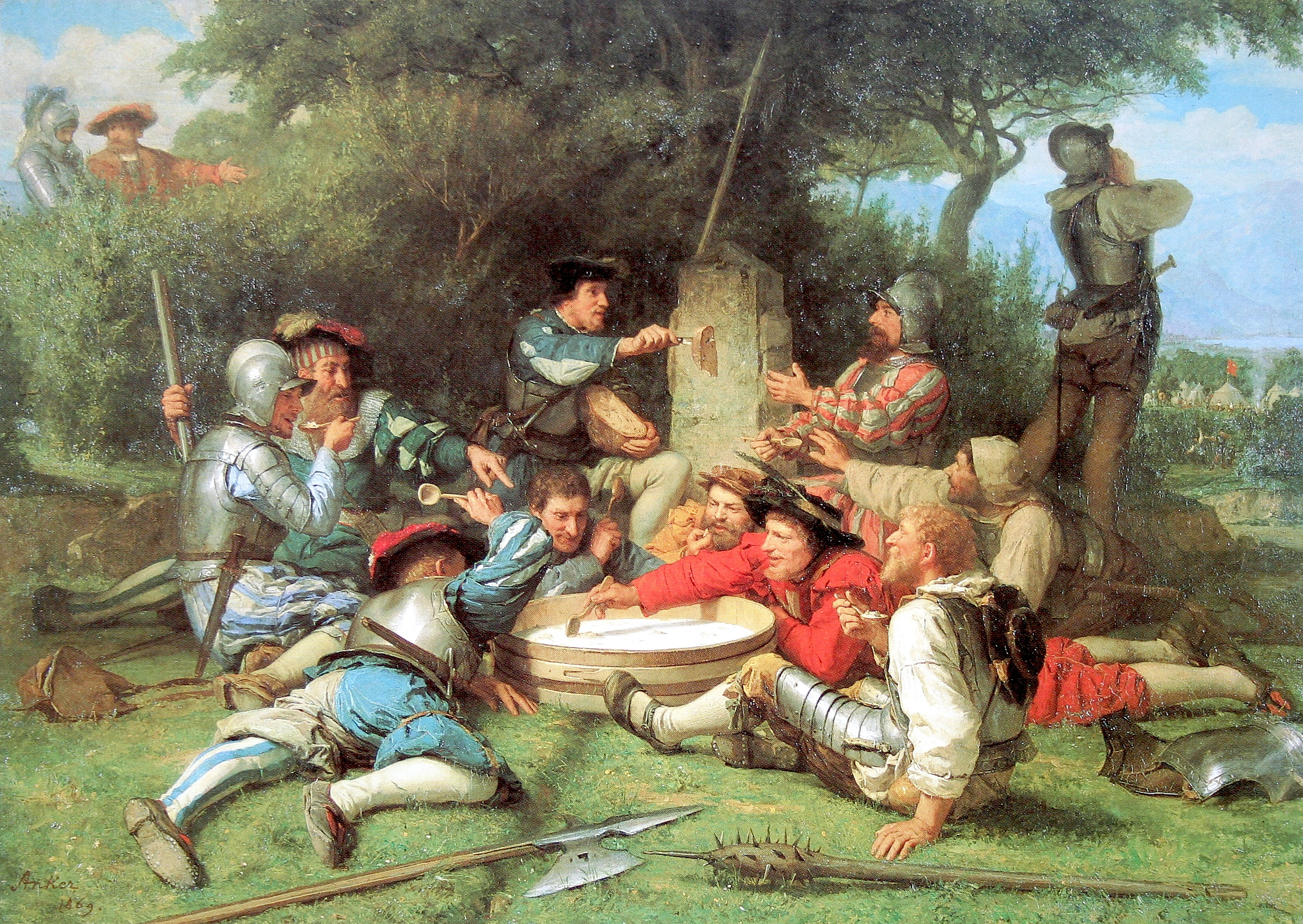
Альберт Анкер. «Молочный суп» (1869)

Также был распространён цепной моргенштерн, в котором шипастый шар соединялся с длинной рукоятью посредством цепи. Фактически это была разновидность кистеня.
Хотя использование моргенштерна и увеличивало тяжесть ранений, наносимых противнику, но сильно затрудняло ношение оружия, его шипы мешали точному попаданию, цепляясь за близкие предметы, и часто застревали в щитах или доспехах.

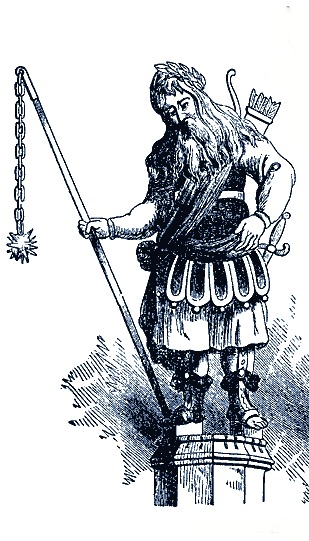
Цепной моргенштерн

Моргенштерном также называлась короткая деревянная шипастая дубина либо металлическая булава с не очень длинной рукояткой и шипастым шаровидным билом подобно цепу. Такое оружие состояло, в частности, на вооружении швейцарской пехоты до середины XV века.
Благодаря простоте изготовления, моргенштерны были популярны в период крестьянских войн в Германии. Помимо пехотного моргенштерна существовал также кавалерийский на укороченной рукояти. Некоторые кавалерийские моргенштерны были совмещены с ручными пищалями.
В германской армии использовались в качестве траншейного оружия вплоть до конца Первой мировой войны.

## В геральдике

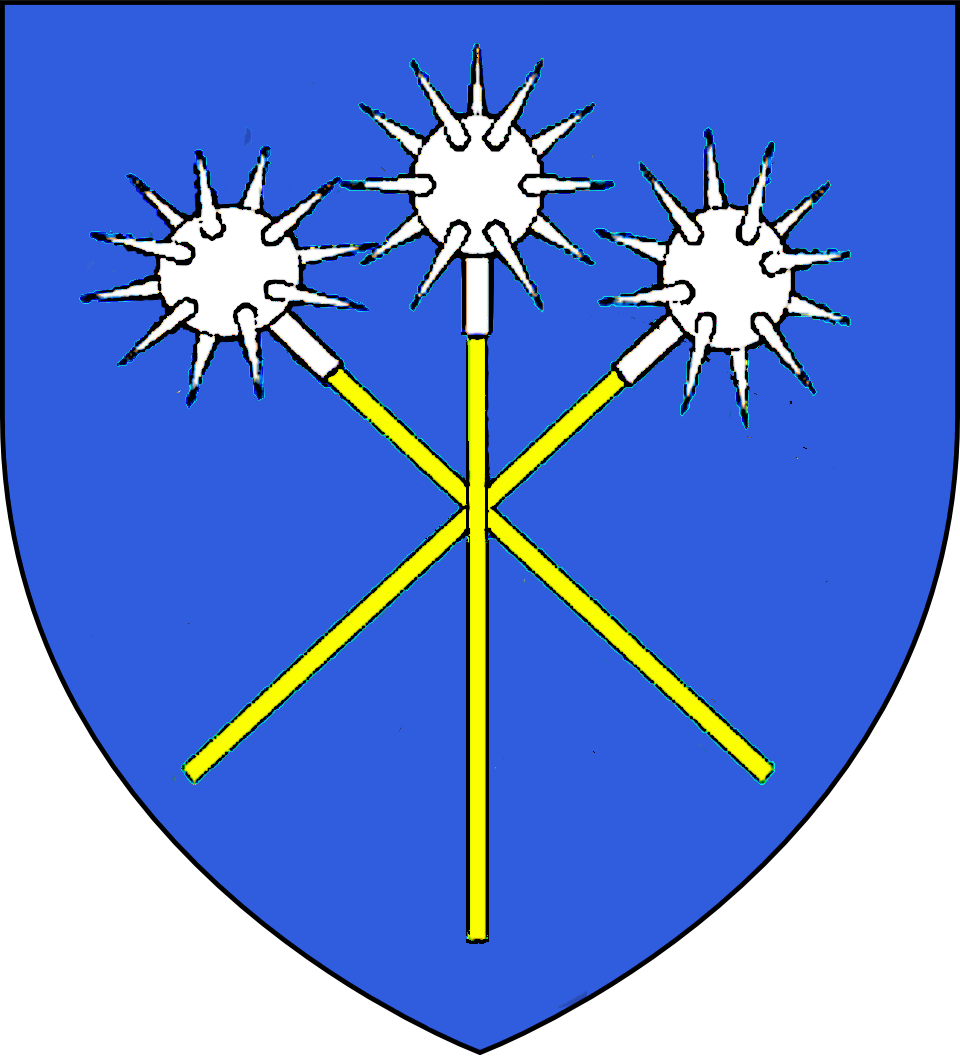
Герб польских дворян Кропач

Польский дворянский герб Кропачей (пол. Kropacz, Kropáč, Niewiadomski II) представлял собой щит, где в голубом поле три звездоконечных моргенштерна расположены навершиями вверх.